# Emilio del Guercio
Carlos Emilio Del Guercio, (n. 12 de abril de 1950, Mar del Plata, Argentina) es un músico de rock, compositor, bajista y guitarrista argentino. Integró el grupo Almendra (1967-1970 y 1979-1981) y la banda de rock Aquelarre (1971-1977).
Tres de los álbumes que grabó con dichos grupos han sido incluidos por la revista Rolling Stone entre los 100 mejores de la historia del rock argentino: Almendra I (1970) y Almendra II (1970), con Almendra y Aquelarre (1972) con Aquelarre.
Su canción Silencio marginal (Brumas, 1974), grabada con Aquelarre, ha sido incluida entre las 100 mejores de la historia del rock argentino por la revista Rolling Stone y la cadena MTV, en la posición n.º 70.

## Biografía

### Almendra y los comienzos

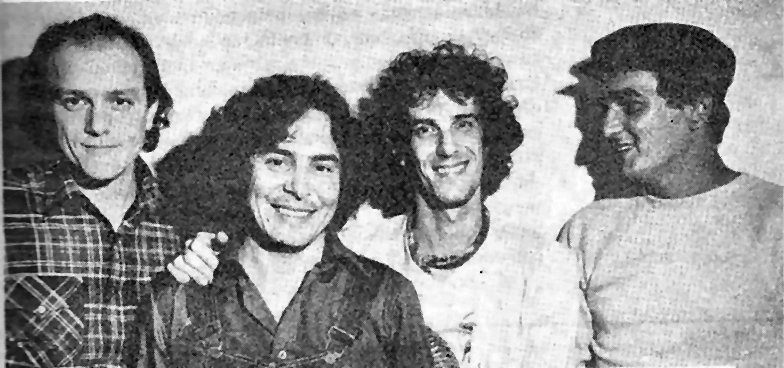
Emilio Del Guercio (primero desde la izquierda) junto al resto del grupo Almendra.

Carlos Emilio Del Guercio San Martín es uno de los pioneros del rock en Argentina, destacándose como bajista y cantante, aunque también se desempeñó como guitarrista y flautista, siendo parte de Almendra junto a Luis Alberto Spinetta en guitarra y voz líder, Edelmiro Molinari en guitarra líder y voz y Rodolfo García en batería y voz. Junto a ellos grabó algunos simples de los que destacan canciones como Tema de Pototo y Campos Verdes y luego dos álbumes: Almendra (1969) y un disco doble de igual título en 1970. La frustrada empresa de componer una ópera, lleva a la disolución del grupo ese mismo año.

### Aquelarre
Mientras que Spinetta graba un disco solista (Spinettalandia y sus amigos) y posteriormente forma Pescado Rabioso, Molinari crea Color Humano y Del Guercio junto a Rodolfo García forman un trío con Héctor Starc, guitarrista y cantante. Usando sus nombres para esa formación actúan durante 1971, sin dejar registros. La incorporación de Hugo González Neira en teclados y voz, determina el cambio de nombre a Aquelarre, editando su primer disco homónimo en 1972, caracterizado ya por el liderazgo de Del Guercio en mayor medida en las letras, compartiendo la voz líder con González Neira. El estilo de la banda se caracteriza por tener elementos de blues-rock (Canto), y folk (Cantemos tu nombre). El simbolismo de las letras remite al agitado clima político que por ese entonces vivía la Argentina, sin descuidar la parte instrumental, caracterizada por las texturas creadas por el sonido del clavicordio eléctrico de González Neira, los vehementes riffs de Starc y la decidida base que conformaban Del Guercio y García.
El año 1973 es un hito en la historia de la banda: graban el simple Violencia en el Parque/Ceremonias para disolver y el disco Candiles, en los cuales se incorporan elementos del soul (Cruzando la Calle) y fusión (Hermana Vereda), con mejoras técnicas en lo que hace al sonido.
El disco siguiente, Brumas (1974), continúa con la incorporación de otros elementos musicales como el folclore latinoamericano (Silencio marginal), jazz (Mirando Adentro) y orquestaciones (Brumas en la Bruma). Tanto Starc como García se encargan por primera vez de hacer voces principales (Aniñada y Silencio Marginal), mientras Del Guercio prevalece como voz principal frente a González Neira.
En 1975 editan su última placa, Siesta, dónde combinan de manera magistral lo aprendido durante la conformación de la banda. El disco fue editado mientras el grupo se dirigía a España, apremiados por la agitada situación política, buscando nuevos horizontes y el hecho de que la música rock en general seguía siendo una cuestión de minorías (a pesar de ser una banda sumamente exitosa en esos ámbitos).
El éxito también los esperaba en España, a base de mucho trabajo, ya que eran completamente desconocidos y el rock en idioma español era poco usual en aquel país. [cita requerida]Cuando Aquelarre llega a España, la mayoría de los grupos cantaban en inglés o en lenguas autonómicas como el catalán y el euskera, pero la movida madrileña también impulsada por argentinos como Moris, Tequila y el productor Jorge Álvarez, aún no había eclosionado. Meses antes de regresar negocian con al compañía Beverly Records la edición de un nuevo disco. Sin embargo, las condiciones ofrecidas por el sello no eran convenientes y el grupo dejó grabado un solo tema (Mágico y Natural) en un disco conjunto con varios artistas.

### La Eléctrica Rioplatense
La gira por España, que duró aproximadamente dos años y medio, finalizó con el retorno de la banda a Argentina, realizando un concierto de despedida en 1977 en el Luna Park, con Carlos Cutaia en lugar de González Neira, que permaneció en España. Luego, García y Starc fundaron Tantor, donde continuaron explorando los elementos de fusión insinuados en Aquelarre.
Del Guercio esperó hasta 1979 para formar La Eléctrica Rioplatense, junto a Eduardo Rogatti (guitarra), José Luis Colzani (batería), Alfredo Desiata (saxo) y Eduardo Zvetelman (teclados), el proyecto se interrumpió temporalmente por la reunión de Almendra, sin dejar registro discográfico. La inquietud de Del Guercio por los ritmos latinos y folclóricos no eran nuevos en sus composiciones, que pueden apreciarse en Carmen (en Almendra) o Silencio Marginal (en Aquelarre).
Estas inquietudes seguirían intactas en la reunión con sus viejos compañeros de ruta, aportando nuevas composiciones como Cambiándome el Futuro (en el disco En Vivo en Obras,1980) y Cielo Fuerte (Amor Guaraní) (en El Valle Interior, 1980).
Tras aquellos dos grandes reencuentros y giras con Almendra, Del Guercio volvería al ruedo con actuaciones en La Eléctrica Rioplatense, participando junto a Weather Report, John McLaughlin, Stanley Clarke, Luis Alberto Spinetta, David Lebón y otros en el memorable 1.er Festival BUE, realizado en el Luna Park de la ciudad de Bs. As. en 1980. Luego produce su único álbum solista Pintada (1983), grabado con excelentes músicos como, Jose Luis Colzani (batería), Chango Farías Gómez (percusión) y Luis Borda (guitarra), Rubén Rada (percusión) entre otros, contando con la producción del ex Almendra Edelmiro Molinari, donde aborda algunos ritmos folclóricos argentinos desde una mirada y sonidos rock-pop, junto a ejecuciones de carácter jazzístico, con antecedentes que podemos rastrear en Litto Nebbia, que luego serían continuadas por intérpretes como Juan Carlos Baglietto, Lito Vitale y otros músicos argentinos.
En los finales de los ´80 a 90, volvería una vez más con La Eléctrica Rioplatense junto a Luis D'Agostino y Carlos Libedinsky en guitarras, Rubén Rada (percusión), Claudio Méndez (teclados) y Daniel Insusarry (bajo). Participa activamente de la Alternativa Musical Argentina, agrupación nacional creada por el Grupo MAGMA (Entre Ríos) que reunía a gran cantidad de artistas argentinos cooperativamente. A partir 1990, el nacimiento de su segunda hija Camila lo encuentra más recluido y abocado a su tarea de compositor, por lo que sus actuaciones se fueron haciendo esporádicas, abocándose más al dibujo, la ilustración y su trabajo como diseñador gráfico. A finales de los ´90 realiza gradualmente algunas presentaciones personales y otras como invitado de artistas de la talla de Litto Nebbia, Juan Carlos Baglietto, etc.

### El regreso de Aquelarre y el presente
En 1998 Del Guercio decide reaparecer con sus antiguos compañeros de banda para brindar actuaciones en vivo, aprovechando las nuevas tecnologías disponibles de sonido y dejando un excelente registro en Corazones del Lado del Fuego (1999), que además de repasar los clásicos de la banda, incluye dos temas no grabados por la banda: Blues y Vino y Mágico y Natural (el primero, patrimonio exclusivo de la banda en vivo y el segundo es un tema de Starc y Del Guercio, grabado por "Tantor", la banda que integraban Rodolfo García y Hector Starc), pero que ya tocaba Aquelarre en sus conciertos españoles. Actualmente Del Guercio se presenta esporádicamente cantado sus canciones más memorables de Almendra, Aquelarre y temas inéditos de un esperado disco que anuncia desde hace años. También en recitales de viejos amigos suyos, como Litto Nebbia, Edelmiro Molinari, Rodolfo García, Ricardo Soulé, Silvina Garré, Nito Mestre y otros.
Actualmente se encuentra preparando un nuevo disco solista.

## Cómo hice
Desde el año 2009 y hasta el 2013 Del Guercio condujo el programa "Cómo hice" del Canal Encuentro del Ministerio de Educación de la Argentina, un programa cuya idea y dirección le pertenece, en el que se dedicó cada edición a contar la historia de cómo se hicieron las canciones más emblemáticas en la cultura argentina, entrevistando a sus autores y protagonistas, a la vez de recuperar material de archivo. Algunas de las canciones a las que se dedicó el programa fueron Todavía cantamos de Victor Heredia, El extraño del pelo largo de Roque Narvaja, La Balsa de Tanguito y Litto Nebbia, Zamba de mi esperanza de Luis Profili, Algo contigo de Chico Novarro, Si se calla el cantor de Horacio Guarany, entre muchas otras.
Del Guercio ha explicado su pensamiento respecto del programa del siguiente modo:

A mí lo que más me interesa es la calidad de la canción y qué ha pasado con la canción en la vida de la gente. Eso lo respeto muchísimo. La gente primero le da interpretaciones diferentes y por otra parte la canción, como digo en la apertura del programa, es usada como bien de uso espiritual, así como usás una silla o un cubierto o una radio... El pueblo elige lo que entra en sintonía con su sentimiento, cuando digo el pueblo me refiero a una emocionalidad colectiva, no es una cosa abstracta sino real y concreta. Queremos también mostrar que hay muchas cosas que el imaginario colectivo nos une mucho más de lo que parece. En el plano de lo político la gente tiene una sensación que todo es confrontación, pero en el plano simbólico en el que vivimos como cultura hay muchísimas cosas que nos unen, y una de ellas son las canciones, no importa por quién votaste vos y yo, escapa a todos, nos abarca a todos.
Emilio del Guercio

Entre las canciones cubiertas por "Cómo hice" se encuentra Muchacha (ojos de papel), el clásico tema de Luis Alberto Spinetta que interpretó Almendra, transmitido el 20 de enero de 2010. En esa oportunidad, el programa logró la última reunificación de Almendra para cantar la emotiva canción en el plató, dos años antes del fallecimiento de Spinetta.

## Discografía

### Almendra
- Almendra (1969)
- Almendra II (1970)
- Almendra en Obras I (en vivo) (1980)
- Almendra en Obras II (en vivo) (1980)
- El valle interior (1980)

### Aquelarre
- Aquelarre (1972)
- Candiles (1973)
- Brumas (1974)
- Siesta (1975)
- Corazones del lado del fuego (en vivo) (1999)
- Otras pistas (2008)

### Solista
- Pintada (1983)
- Un día antes del futuro (2024)